# Campylaspis striata
Campylaspis striata är en kräftdjursart som beskrevs av Gamo 1960. Campylaspis striata ingår i släktet Campylaspis och familjen Nannastacidae. Inga underarter finns listade i Catalogue of Life.